# Говорово (Мордовия)
 Го́ворово  — село в Старошайговском районе Мордовии в составе  Шигоньского сельского поселения.

## География
Находится на расстоянии примерно 28 километров по прямой на северо-восток от районного центра села Старое Шайгово.

## История
Известно с 1869 года как казенное село Саранского уезда, когда в нем учтено было 152 двора. Основано было в конце XVII века на землях мордвы, захваченных князем И. И. Хованским; князь заселил новые угодья выходцами из своего села Пеля (ныне село Пеля Хованская Починковского района Нижегородской области). В начале XX века в селе было более 1300 жителей. 

## Население
Постоянное население составляло 193 человека (русские 91%) в 2002 году, 140 в 2010 году .